# Neoflabellina
Neoflabellina es un género de foraminífero bentónico de la subfamilia Palmulinae, de la familia Vaginulinidae, de la superfamilia Nodosarioidea, del suborden Lagenina y del orden Lagenida. Su especie tipo es Flabellina rugosa. Su rango cronoestratigráfico abarca desde el Turoniense superior (Cretácico superior) hasta el Daniense (Paleoceno inferior).

## Clasificación
Neoflabellina incluye a las siguientes especies:
- Neoflabellina asema †
- Neoflabellina buticula †
- Neoflabellina butkula †
- Neoflabellina danica †
- Neoflabellina gibbera †
  - Neoflabellina gibbera pilleifera †
- Neoflabellina jarvisi †
- Neoflabellina kypholateris †
- Neoflabellina lata †
- Neoflabellina laterecompressa †
- Neoflabellina madjalensis †
- Neoflabellina numismalis †
  - Neoflabellina numismalis labyrinthica †
- Neoflabellina ovalis †
- Neoflabellina pachydisciformis †
- Neoflabellina paleocenica †
- Neoflabellina permutata †
- Neoflabellina postreticulata †
- Neoflabellina praereticulata †
- Neoflabellina praerugosa †
- Neoflabellina rakauroana †
- Neoflabellina reticulata †
- Neoflabellina rhombica †
- Neoflabellina rugosa †
- Neoflabellina santonica †
- Neoflabellina semireticulata †
- Neoflabellina veneta †
- Neoflabellina wedekindi †

Otra especie considerada en Neoflabellina es:
- Neoflabellina pachynota, de posición genérica incierta